# Difracción Anómala Simple
Se denomina SAD (Single-wavelength Anomalous Dispersion/Diffraction o Dispersión/Difracción Anómala Simple) a una técnica cristalográfica utilizada para determinar la estructura de moléculas. Al igual que el método de Difracción Anómala Múltiple o MAD, se basa en la medición y análisis de las pequeñas diferencias en la intensidad de la difracción causadas por el fenómeno de la dispersión anómala o absorción de los rayos X por ciertos átomos presentes en la molécula; mientras que en los experimentos MAD se examinan las diferencias en la difracción a distintas longitudes de onda, el método SAD emplea una sola longitud de onda, lo cual simplifica la obtención de datos. Desde principios del siglo XXI es uno de los principales métodos para determinar la estructura de macromoléculas, como las proteínas.

## Desarrollo
El físico sueco Ivar Waller predijo el fenómeno de la dispersión anómala de los rayos X por átomos en 1928 y en 1933 el alemán Helmut Höln proporcionó los primeros cálculos de la magnitud del efecto. Dos décadas más tarde, el holandés Johannes Bijvoet se percató de que este efecto posibilitaba identificar el enantiómero correcto de la estructura del tartrato de sodio-rubidio y en 1954 predijo que el método podría utilizarse para resolver estructuras cristalinas de novo sin ningún tipo de información previa. A partir de 1956 varios investigadores empezaron a desarrollar métodos para obtener estructuras de proteínas combinando las diferencias anómalas con las diferencias isomorfas obtenidas por la incorporación de átomos pesados —de número atómico alto— en la molécula de proteína.
En 1981 Wayne Hendrickson y Martha Teeter  lograron determinar la estructura de la crambina, una pequeña proteína presente en las semillas de las plantas usando únicamente el método de Difracción Anómala Simple a partir de la dispersión anómala de los átomos de azufre presentes en la molécula. El uso del método SAD para obtener estructuras de proteínas nuevas empezó a aumentar gradualmente a partir de los primeros años del siglo XXI y ha llegado a adelantar a la técnica relacionada MAD, mayoritarimente preferida hasta entonces.

## Fundamentos teóricos

### Dispersión anómala

Efecto del factor anómalo de forma: El vector FH es la contribución al factor de estructura de un átomo pesado a una longitud de onda con dispersión anómala baja. El vector FHA es el factor de estructura para la misma reflexión cerca de un salto de absorción donde las magnitud del efecto anómalo es mayor. La componente imaginaria del factor anómalo causa un cambio de fase, y ambas componentes alteran la amplitud (igual al módulo del vector) del factor de estructura.

El método SAD se basa en las diferencias en intensidad de los rayos X reflejados por un cristal observadas en ciertas direcciones relacionadas por una simetría de inversión, causadas por del fenómeno de la dispersión anómala. Cuando la energía —inversamente proporcional a la longitud de onda— de los rayos X incidentes en un material es diferente a la energía que mantiene a los electrones ligados al núcleo, dichos electrones interactúan con el campo electromagnético como electrones libres; la dispersión elástica conjunta de todos los electrones del átomo, cuantificada por el factor de forma atómica elástico  {\displaystyle f_{0}}, da lugar a la difracción cristalina. La dispersión anómala ocurre cuando la energía de los rayos X es similar a la energía de ligadura de los electrones en un determinado nivel atómico; en este caso, los electrones entran en resonancia con el campo electromagnético, oscilando en fase con este.  Dichos electrones pueden además absorber energía de los rayos X y alcanzar un nivel de energía atómico superior; estas discontinuidades en las propiedades de absorción del átomo a las energías de los niveles atómicos se conocen como saltos de absorción.
La dispersión anómala se describe matemáticamente por un número complejo, el factor de forma atómica anómalo: {\displaystyle f_{a}=f'+if''}. La parte real {\displaystyle f'} se conoce como término dispersivo, y la parte imaginaria {\displaystyle f''}, como término de absorción.{\displaystyle f'} y  {\displaystyle f''} están relacionadas por las ecuaciones de Kramers-Kronig. El factor de forma atómica total {\displaystyle f} es la suma del factor elástico y el factor anómalo:
{\displaystyle f=f_{0}+f'+if''}
A diferencia del método MAD, que explota la variación de ambas componentes del factor de forma anómalo con la energía del campo electromagnético en la proximidad de un salto de absorción atómico, en los experimentos SAD solo se analizan las diferencias introducidas por la componente de absorción {\displaystyle f''} entre reflexiones cristalográficas en direcciones relacionadas por un centro de inversión o plano de simetría de la red recíproca a una sola longitud de onda. En el caso de reflexiones relacionadas por inversión, se habla de diferencias Friedel para referirse a las diferencias anómalas, mientras que el término diferencia Bijvoet se usa cuando las reflexiones están relacionadas por un plano; en la práctica, ambas denominaciones son equivalentes.

La amplitud de los pares Friedel FT y FT- no es igual en la presencia de absorción por un átomo o grupo de átomos en la molécula, cuya contribución no anómala al factor de estructura está representada por FH. En cambio, en la ausencia de absorción (f" ≈ 0), la amplitud de FPH y FPH es igual.

### Determinación de la estructura
En la presencia de absorción anómala, el factor de estructura total se puede expresar como la suma del factor de estructura correspondientes a todos los átomos ligeros {\displaystyle \mathbf {F} _{P}}, tales como los componentes de la materia orgánica —carbono, oxígeno, nitrógeno e hidrógeno—, cuya contribución a la dispersión anómala es diminuta y los átomos de mayor número atómico {\displaystyle \mathbf {F} _{H}}, más la contribución anómala de estos, dependiente de la longitud de onda {\displaystyle \mathbf {f} _{A}(\lambda )}:
{\displaystyle \mathbf {F} =\mathbf {F} _{P}+\mathbf {F} _{H}+\mathbf {f} _{A}(\lambda )=\mathbf {F} _{PH}+\mathbf {f} _{A}(\lambda )}
Como la contribución anómala es pequeña, la diferencia anómala {\displaystyle \Delta \mathbf {F} } entre {\displaystyle |\mathbf {F} ^{+}|} y {\displaystyle |\mathbf {F} ^{-}|} se puede aproximar:
{\displaystyle |\Delta \mathbf {F} |\simeq 2{\frac {f''}{f_{0}}}|\mathbf {f} _{A}|\sin(\alpha -\alpha _{A})}
Las posiciones de los átomos que contribuyen significativamente a {\displaystyle \mathbf {f} _{A}} se pueden calcular por métodos directos o síntesis de Patterson, lo que a su vez permite obtener la contribución anómala {\displaystyle |\mathbf {f} _{A}|} y su fase {\displaystyle \alpha _{A}}. Existen dos valores posibles para la fase total, situados simétricamente a ambos lados de {\displaystyle \alpha _{A}-\pi /2}, al contrario que en los experimentos MAD en los que la fase se puede calcular algebraicamente una vez conocida {\displaystyle \mathbf {f} _{A}}. Existen varios métodos para determinar la fase correcta, pero los más usados se basan en procedimientos de modificación del mapa de densidad electrónica calculado por la transformada rápida de Fourier: el mapa se modifica basándose en el conocimiento a priori de ciertas características de la densidad electrónica, como, por ejemplo, el contraste entre las zonas de la celda unidad ocupadas por la macromolécula y por medio acuoso; el mapa modificado se transforma para obtener nuevos valores para la fase, que a su vez se combinan con las amplitudes de los factores de estructura determinados experimentalmente para recalcular el mapa y así sucesivamente hasta que el procedimiento resulte en un mapa que permita situar los átomos de la molécula en sus posiciones correctas.

## Experimento
Las diferencias anómalas son normalmente pequeñas en cristales de materiales orgánicos, como las proteínas o ácidos nucleicos; esto se debe a que los saltos de absorción de los átomos conformantes ocurren a longitudes de onda mucho mayores que la de los rayos X empleados para estudiar los cristales por difracción, cercanas a 0,1 nm, El efecto es mucho más detectable en cuando las moléculas orgánicas contienen metales u otros átomos pesados, pues la energía de ligadura de los electrones aumenta con el número atómico. Los átomos pesados pueden estar presentes naturalmente o ser incorporados a la molécula mediante técnicas químicas o biológicas; entre estas, la más frecuentemente empleada es la sustitución de los átomos de azufre en el aminoácido metionina por selenio, método ideado por Wayne Hendrickson. El selenio tiene propiedades químicas parecidas al azufre,  pero presenta un salto de absorción a una energía de 0,098 nm, propicia para los experimentos cristalográficos y fácilmente accesibles en las líneas de luz sincrotrón. Para maximizar las diferencias anómalas la longitud de onda para el experimento se selecciona con un monocromador en el punto del espectro de absorción donde la componente imaginaria del factor anómalo de forma {\displaystyle f''}  alcance su valor máximo.
Como en la mayoría de los experimentos de cristalografía convencionales, normalmente se usa el método de rotación u oscilación, haciendo girar el cristal alrededor de un eje fijo perpendicular al haz de rayos X. Es muy importante medir los dos miembros de los pares Friedel o Bijvoet, bien eligiendo cuidadosamente los ángulos iniciales y finales de la rotación para incluir todos los pares, bien reorientando el cristal con un difractómetro, para medirlos simultáneamente, o invirtiendo la posición del cristal con una rotación de 180 grados alrededor del eje, práctica conocida como «haz inverso». Normalmente es necesario medir cada par varias veces para obtener un valor preciso de la diferencia anómala.
Desde el punto de vista experimental, el método SAD presenta la ventaja de que no es estrictamente necesario sintonizar los rayos X a la longitud de onda de máxima absorción, ya que el término  {\displaystyle f''}  varía poco con la longitud de onda y resulta en diferencias anómalas significativas lejos de los saltos de absorción. Esto permite la utilización de fuentes de rayos X baratas, como los tubos de rayos X disponibles en muchos laboratorios. Gracias a las mejoras en los detectores de rayos X y programas para procesar los datos, es posible detectar señales anómalas muy pequeñas, como las de los átomos de azufre en proteínas y los de fósforo en ácidos nucleicos. Estos factores han contribuido a la popularidad del método.